# Zes villanellen
Zes villanellen is een verzameling gedichten van Martin Veltman die werd uitgegeven in 1984 door de Regulierenpers.

## Geschiedenis
Veltman was in 1953 gedebuteerd als dichter, maar raakte daarna verzeild in de reclamewereld en publiceerde tientallen jaren geen poëzie meer. Toen hij na zijn werkzame leven meer tijd kreeg, begon hij opnieuw te dichten en te publiceren. Hij verkeerde nog steeds in de literaire kringen en kende ook de uitgevers van Athenaeum - Polak & Van Gennep en met name Ben Hosman. Die was begin jaren 1980 begonnen met zijn Regulierenpers en drukte werk van zijn vrienden, als eerste Ida Gerhardt en al snel gevolgd door Veltman. Al de vierde uitgave van de Regulierenpers betrof een dichtbundel van Veltman, Tien quintijnen (1984). Veltman richtte zich op klassieke versvormen als de quintijn en de villanelle. Nog in hetzelfde jaar drukte Hosman op zijn private press Zes villanellen. Ze waren voorgepubliceerd in Maatstaf in oktober 1983 en werden later opgenomen in verschillende (verzamel)bundels van de dichter.
De aankondiging vond plaats door middel van een prospectus waarbij de gebonden uitvoering werd aangeboden voor ƒ 135.- en de ingenaaide versie voor ƒ 45.-.

### Inhoud
De bundel bevat zes titelloze villanellen met de volgende beginregels:
1. Ik ging gejaagd door blinkende kantoren
2. Ik wilde op een dag mijn moeder bellen
3. De zomer heeft zijn kleuren rondgesmeten
4. De dagen die ik aanvang voor het krieken
5. De kamperfoelie is al uitgelopen
6. De zakenman liep rustig door de laan

In de verantwoording in De Veltman-verzameling wijst samensteller L.R. Pol er op dat daarna vier hiervan zijn gewijzigd voor de bundel Negentien villanellen. Daarvan is een titelregel gewijzigd, namelijk in: 'Ik wilde plotseling mijn moeder bellen'.

### Uitgave
De villanellen werden gedrukt op papier van Van Gelder Hollands Register Vergé in 16 pagina's. Er waren vier verschillende uitvoeringen: tien gebonden in halfperkament, 15 in halfleer (waarvan een in cassette) en er werden 45 exemplaren gebrocheerd. Het bindwerk werd uitgevoerd door David Simaleavich van Binderij Phoenix.
Het exemplaar nummer 1, gebonden in halfperkament, bleef in het bezit van de drukker en werd met zijn gehele verzameling verkocht in 2006 door een Utrechtse antiquaar; Jan Erik Bouman, de drukker van Hugin & Munin, werd de koper en dit exemplaar werd via Bubb Kuyper Veilingen weer verkocht met een deel van de nalatenschap van Bouman in november 2011. Een ander halfperkamenten exemplaar (nummer 9) was in het bezit van Johan Polak en werd met diens nalatenschap geveild in mei 1993 bij een Utrechts veilinghuis. Het vroegst genummerde exemplaar in halfleer gebonden (nummer 11), en bovendien het enig bekende exemplaar in een cassette, was eveneens in het bezit van de drukker; het werd ook in 2006 verkocht door de Utrechtse antiquaar. Het halfleren exemplaar uit het bezit van Gerrit Komrij werd in november 2012 ter veiling aangeboden, eveneens in Haarlem.